# Élie Fréron
Élie Catherine Fréron (Quimper, 20 gennaio 1718 – Montrouge, 10 marzo 1776) è stato un giornalista e critico letterario francese.

## Biografia
Figlio di Daniel Fréron, un orafo di Agen stabilitosi a Quimper nel 1693, e di sua moglie Marie-Anne Campion, originaria di Pont-l'Abbé e lontana parente di Malherbe, Fréron ricevette un'educazione mediocre al Collegio di Quimper e poi al Collegio gesuita Louis-le-Grand, dove entrò come novizio nel 1737 e rimase fino al 1739.
Intorno al 1739, l'abate Desfontaines lo coinvolse nella stesura delle Observations sur les écrits modernes. Alla morte di Desfontaines, nel 1745, creò una propria rivista, Lettres de la comtesse de ***. Questa raccolta fu soppressa nel 1749, ed egli la sostituì con Lettres sur quelques écrits du temps, che apparve fino al 1754, con un'interruzione nel 1751, quando l'autore fu brevemente imprigionato al castello di Vincennes per non aver pagato una somma di mille écus che doveva, e dal quale fu liberato grazie a un provvedimento di clemenza della guardasigilli.
Nel dicembre 1743 fu accettato come apprendista massone e il 26 febbraio 1744 divenne Maestro massone nella loggia presieduta da Procopio, nel famoso caffè parigino di Fossés-Saint-Germain, dove si riuniva un gran numero di massoni del mondo delle lettere. Nell'aprile 1745 Fréron divenne oratore alla Gran Loggia di Francia.
Nel 1754 fondò l'Année littéraire, che fu l'oggetto della sua vita e che diresse fino alla morte nel 1776. In esso criticò aspramente la letteratura del suo tempo, rapportandola ai modelli del XVII secolo e combattendo i filosofi dell'Illuminismo in nome della religione e della monarchia. Il periodico ebbe inizialmente un grande successo e Fréron si guadagnò da vivere molto bene, vivendo in una superba casa in rue de Seine, decorata con magnifici rivestimenti dorati, e concedendosi un'ottima cucina, ospitando alla sua tavola il duca di Choiseul, il duca d'Orléans e il re Stanislao.
Attaccò soprattutto Voltaire, che aveva già definito in Lettres sur quelques écrits du temps “sublime in alcuni suoi scritti, rampante in tutte le sue azioni”. Questa critica, spesso pungente ma sempre fredda e cortese, fu ripetuta in ogni numero dell'Année littéraire. Uno dei suoi ultimi attacchi riguarda l'edizione del commento sull'Enriade (Parigi, 1775) che La Beaumelle non era riuscito a completare prima della sua morte nel 1773.
Voltaire, che mal sopportava gli attacchi, si vendicò con estrema violenza, scrivendo contro di lui una satira virulenta, Le Pauvre diable (1758), nonché un'opera teatrale, Il caffè o la scozzese (1760), in cui Fréron è ritratto come "Wasp", una spia e un informatore, un furfante invidioso e vile, sempre pronto a calunniare per denaro nel suo giornale l'Âne littéraire. Fréron assistette alle prime due rappresentazioni: nonostante la moglie fosse svenuta per la forza dell'attacco, egli stesso non si perse d'animo e fece un resoconto ironico e corretto della commedia. Voltaire indirizzò a Fréron anche numerosi epigrammi, in prosa o in versi.
Voltaire e il partito filosofico ad ogni modo si avvalsero anche dei loro potenti contatti nel governo e nelle alte sfere dell'amministrazione contro Fréron, in particolare il direttore della Librairie, Lamoignon-Malesherbes, che intervenne dopo che questi aveva ingiustamente accusato Diderot di aver plagiato Il figlio naturale di Goldoni. Avendo perso molti dei suoi benefattori, rimase protetto dalla regina Maria Leszczyńska e dal padre re Stanislao, sebbene quest'ultimo fosse amico dei philosophes. Nonostante ciò, l'Année littéraire subisce numerose sospensioni e Fréron viene imprigionato per diversi giorni alla Bastiglia e alla For-l'Évêque. La rivista di conseguenza crollò. Nel 1766 Fréron si risposò con una cugina, Annette (detta Annetic) Royou, che cercò di mettere ordine nei suoi affari. Tuttavia, nel 1776 il guardiasigilli, Hue de Miromesnil, ordinò la soppressione dell'Année littéraire. Fréron ne fu talmente sconvolto che morì poco dopo. I suoi nemici, tuttavia, diedero la colpa a un attacco di gotta, conseguenza di prolungate abbuffate e bevute.
Sposò nel 1751 Thérèse Guyomar, una giovane orfana di Quimper, dalla quale ebbe un figlio, Louis-Marie-Stanislas Fréron, che ebbe un ruolo nella Rivoluzione francese: soprannominato il Missionario del Terrore, fu l'istigatore della terribile repressione di Tolone alla fine del 1793.

## Pubblicazioni
- Histoire de Marie Stuart, con l’abate de Marsy, 1742.
- Ode sur la bataille de Fontenoy, 1745.
- Lettres de Madame la comtesse de *** sur quelques ecrits modernes, 1746. Testo online
- Élie Fréron e abbé de La Porte, Lettres sur quelques écrits de ce temps, Duchesne, 1749-1750 e 1752-1754..
- Opuscules, 1753, 3 vol.
- L'Année littéraire, 1754-1790, 290 vol.
- Histoire de l’empire d’Allemagne, 1771, 8 vol.